# Иван де ла Пења
Иван де ла Пења Лопез (шп. Iván de la Peña López; Сантандер, 6. мај 1976) је бивши шпански фудбалер који је играо на позицији везног играча.

## Клупска каријера
Де ла Пења је поникао у Расингу из Сантандера, а 1991. прелази у Барселону. Две године је играо у Барселони Б а 1995. године, прелази у А тим Барселоне на позив тренера Јохана Кројфа.
У првој сезони постигао је седам голова, али трајно поверење тренера није завредио. Другу шансу добио је код Бобија Робсона 1996. године, када је у тиму играо у тандему са Роналдом. Био је истакнути члан тима који је 1997. године освојио Куп Краља, Куп победника купова и Суперкуп Европе.
Доласком Луја ван Гала де ла Пења је продан Лацију, за који је за четири сезоне скупио само 15 наступа, а био је позајмљиван Олимпик Марсељу и Барселони. Ипак, као играч Лација освојио је Куп победника купова и Суперкуп Италије.
2002. године га купује Еспањол, у којем де ла Пења остаје до краја каријере 2011.

## Репрезентативна каријера
Био је члан У21 репрезентације Шпаније која је играла 1996. на Европском првенству и Олимпијским играма. Ту су му саиграчи били играчи попут Гаиске Мендијете, Фернанда Моријентеса и Раула. За А тим Шпаније дебитовао је 2005. године, са 28 година и девет месеци против Сан Марина. Одиграо је само пет мечева за А репрезентацију у квалификацијама за Светско првенство 2006, без постигнутог гола.